# Алетри
„Алетри“ (на гръцки: Αλέτρι, в превод Рало) е гръцки вестник, излизал в Сяр, Гърция от 11 февруари 1930 година. Подзаглавието е Седмичен орган на серския комитет на Земеделската партия (Εβδομαδιαίον όργανον του νομαρχιακού τμήματος Σερρών του αγροτικού κόμματος της Ελλάδος).
Издаван е от редакционен комитет, начело с Анастасиос Лазаридис. Вестникът излиза в четири страници 40 х 56. Продължителността на издаване на вестника не е известна.